# الصلاصل

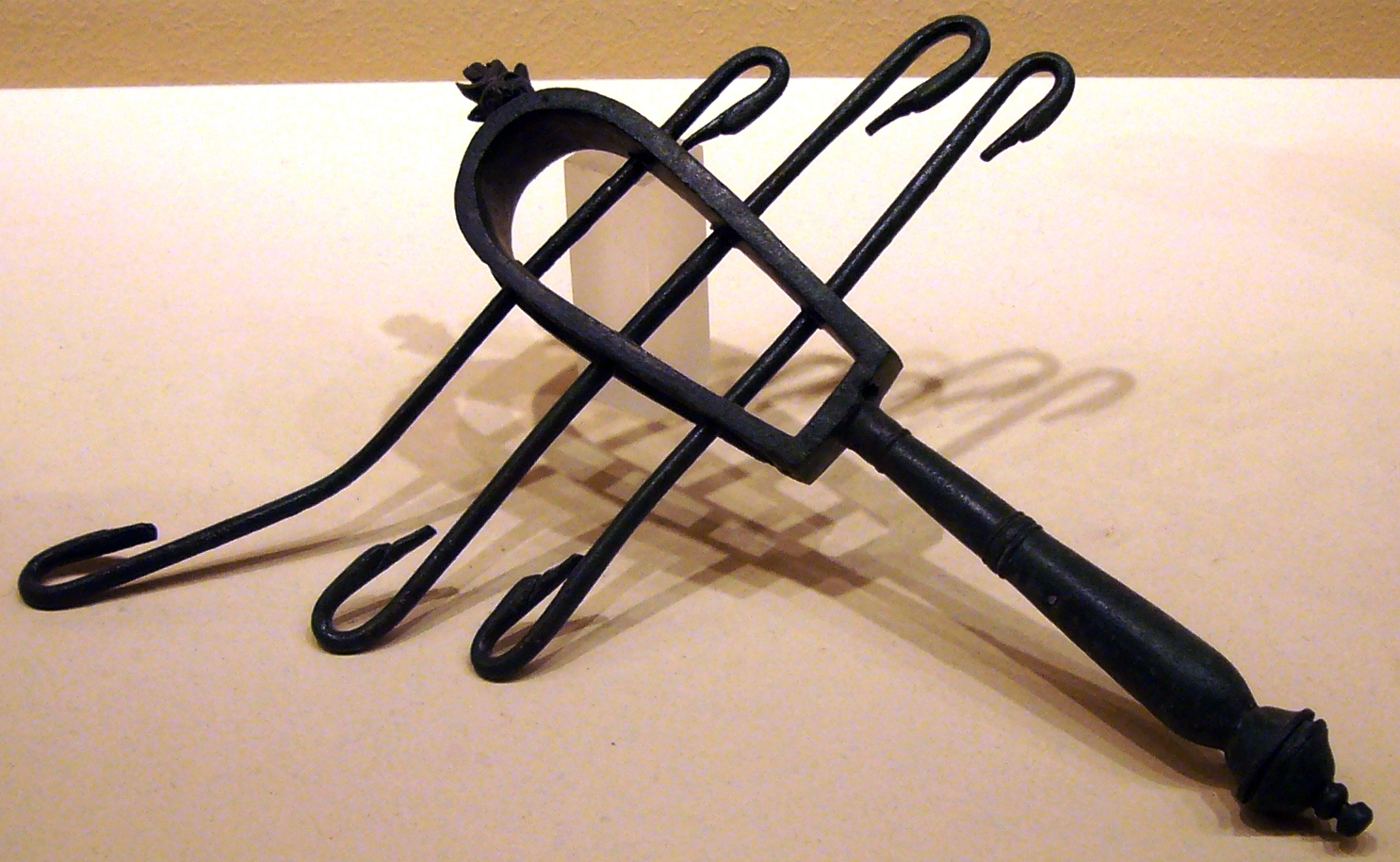
الصلاصل من النوع سِخِم

الصلاصل (بالإنكليزية: Sistrum) هي آلة موسيقية من عائلة الإيقاع، وترتبط بشكل رئيسي بمصر القديمة. يتكون من مقبض وإطار معدني على شكل حرف U، مصنوع من النحاس أو البرونز ويتراوح عرضه بين 30 و 76 سم. عند الاهتزاز، تنتج الحلقات الصغيرة أو الحلقات المعدنية الرقيقة الموجودة على العارضتين المتحركتين صوتًا يمكن أن يكون من قعقعة ناعمة إلى صوت صاخب عالي. كان اسمها في اللغة المصرية سخم وسشت. سخم هو أبسط، يشبه الطوق، بينما سشت هي على شكل ناووس. آلة حشرجة القرص في غرب إفريقيا الحديثة تسمى أيضًا الصلاصل.

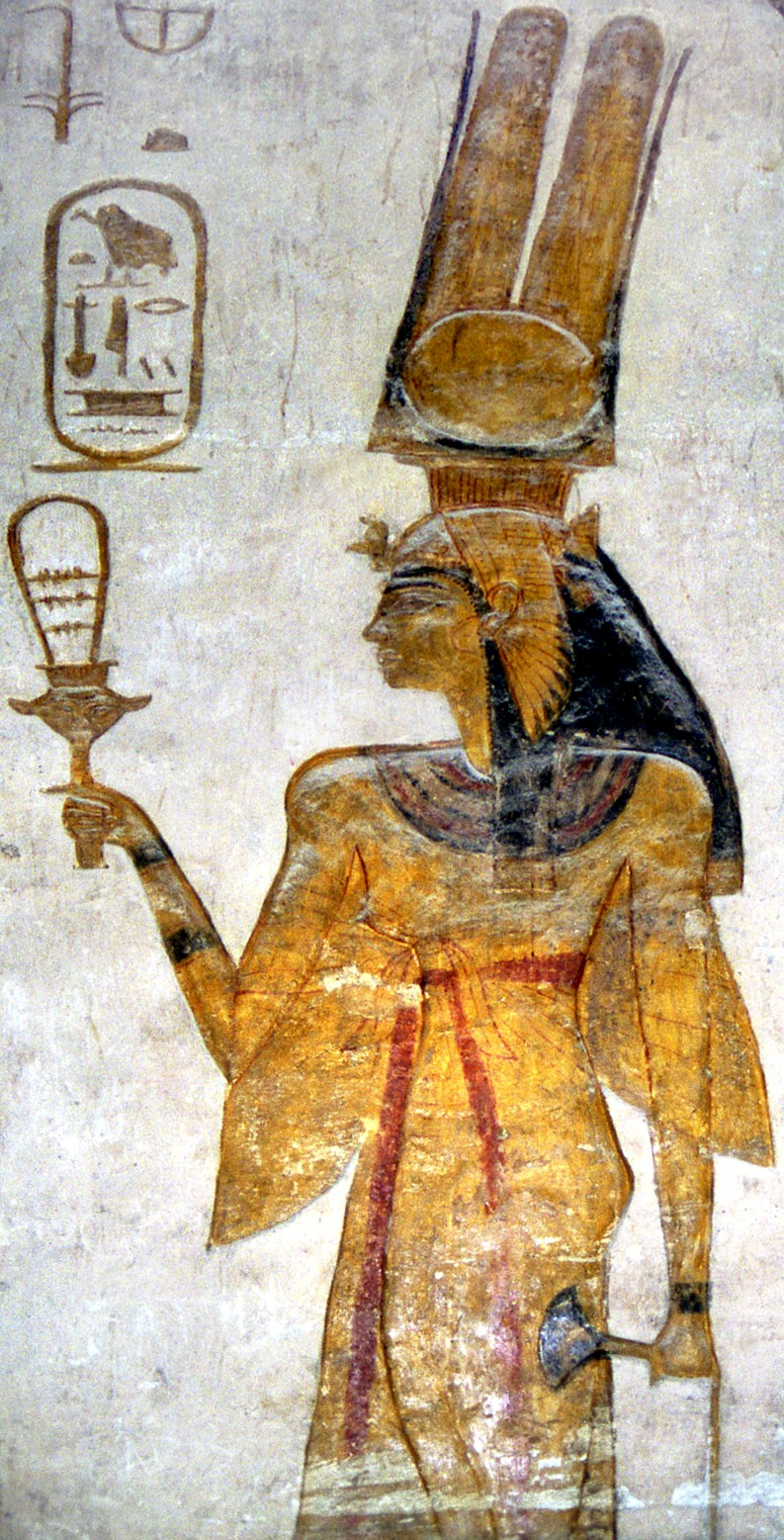
نفرتاري زوجة رمسيس الثاني حاملةً للصلاصل من نوع سِخِم

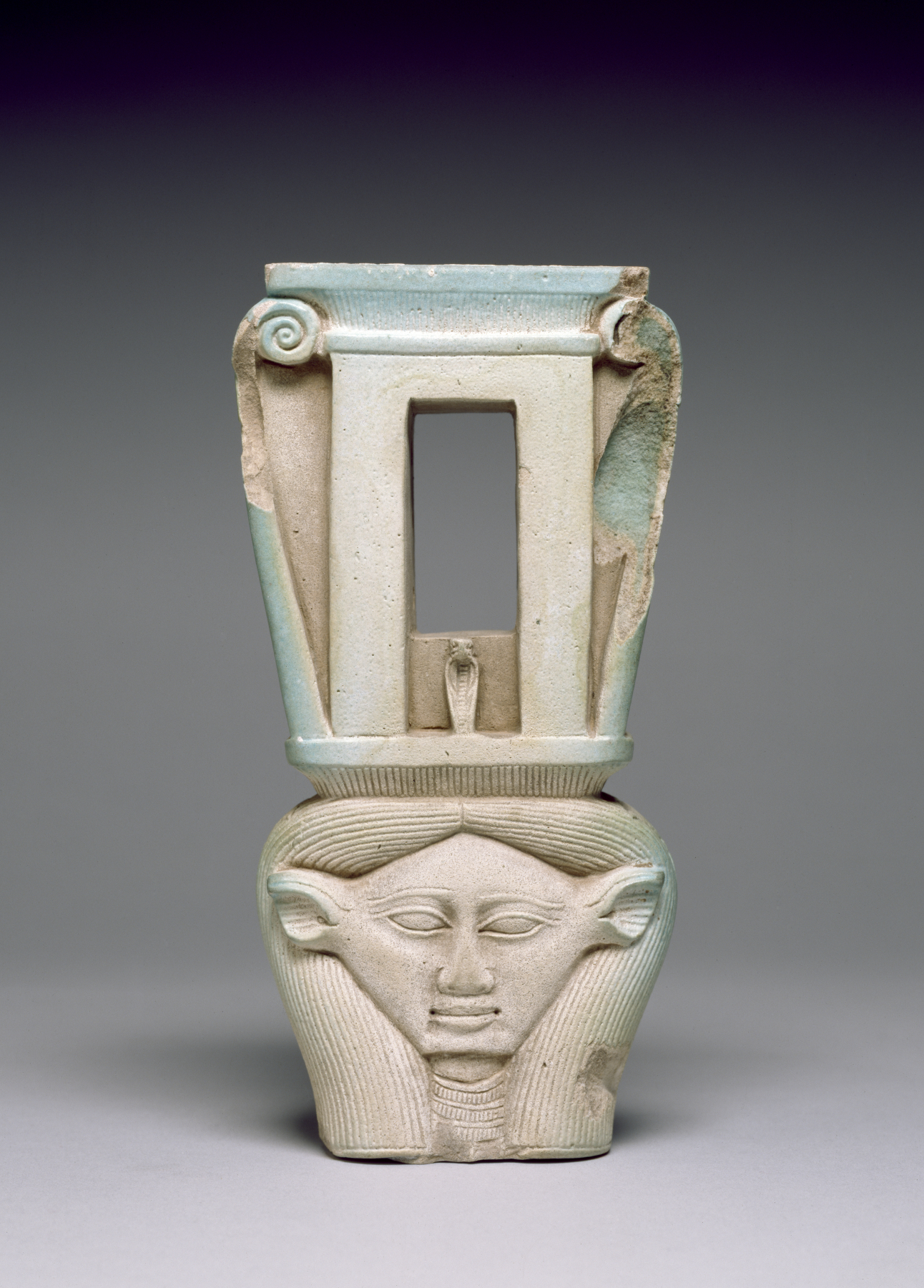
الصلاصل من نوع سشت يرجع لعصر الأسرة السادسة والعشرون معروضة بمتحف والترز للفنون ، الولايات المتحدة الأمريكية

## الصلاصل المصرية
كانت الصلاصل أداة مقدسة في مصر القديمة. ربما نشأت في عبادة بات، فقد كانت تستخدم في الرقصات والاحتفالات الدينية، لا سيما في عبادة الإلهة حتحور، مع شكل U لمقبض وإطار الصلاصل الذي يُنظر إليه على أنه يشبه وجه وقرون إلهة البقر. كما تم اهتزازه لتجنب فيضان النيل وإخافة ست.
تم تصوير إيزيس في دورها كأم ومبدعة وهي تحمل سطلًا، يرمز إلى فيضان النيل بيد وشجاعة في اليد الأخرى. غالبًا ما تُصوَّر الإلهة باست وهي تحمل الصلاصل أيضًا، حيث ترمز إلى دورها كإلهة للرقص والفرح والاحتفال.
الصلاصل لا تزال تستخدم في الطقس الإسكندري والطقس الإثيوبي. إلى جانب التصوير في الفن المصري بالرقص والتعبير عن الفرح، ورد ذكر الصلاصل أيضًا في الأدب المصري. تظهر الهيروغليفية المصرية الصلاصل.
| S29 | Aa1 | G17 | M3 | Y8 |

| S29 | Aa1 | G17 | M3 | Y8 |

| O34 · N37 | N37 · X1 | Y8 |

| O34 · N37 | N37 · X1 | Y8 |

## صلاصل مينوان
استخدم المينويون القدماء أيضًا الصلاصل، وقد تم العثور على عدد من الأمثلة المصنوعة من الطين المحلي في جزيرة كريت. خمسة منها معروضة في المتحف الأثري لآغيوس نيكولاوس. تم تصوير الصلاصل أيضًا على مزهرية الحصاد، قطعة أثرية تم العثور عليها في موقع هاغيا تريادا.
لم يتأكد الباحثون بعد ما إذا كانت صلاصل الطين هي أدوات فعلية تم استخدامها لتقديم الموسيقى، أم أنها كانت نماذج ذات أهمية رمزية فقط. لكن التجارب التي أجريت على نسخة طبق الأصل من السيراميك تُظهر أن صوت طقطقة مُرضٍ ينتج عن مثل هذا التصميم في الصلصال، لذلك من المحتمل أن يكون الاستخدام في الطقوس هو المفضل.

## صلاصل اليوم
ظلت الصلاصل أداة طقسية في الكنيسة الأرثوذكسية الإثيوبية على مر القرون ويتم عزفها خلال الرقص الذي يؤديه الديبترا (الكانتور) في مهرجانات الكنيسة الهامة. توجد أيضًا في بعض الأحيان في عبادة وطقوس نيوباجان.
تم إحياء الصلاصل من حين لآخر في موسيقى الأوركسترا الغربية في القرن التاسع عشر، وظهرت بشكل بارز في الفصل الأول من أوبرا ليه تروي (1856-1858) للمؤلف الفرنسي هيكتور بيرليوز. في الوقت الحاضر، يتم استبداله بمكافئته الحديثة القريبة، الدف. التأثير الذي تحدثه الأشقاء في الموسيقى - عندما تهتز بنبضات قصيرة وحادة وإيقاعية - هو إثارة الحركة والنشاط. إن اهتزاز الصلاصل الإيقاعي، مثل الدف، مرتبط بأحداث دينية أو نشوة، سواء اهتزت مثل خشخشة مقدسة في عبادة حتحور في مصر القديمة، أو في صخب الدف في الإنجيلية المعاصرة، في أغنية ورقص الغجر، على خشبة المسرح في حفل لموسيقى الروك، أو لرفع مستوى توتي الأوركسترالي على نطاق واسع.
دعا الملحن الكلاسيكي هانز فيرنر هينتسه (1926-2012) عازف الفلوت إلى لعب الصلاصل في عمله عام 1988 Sonate für sechs Spieler (سوناتا لستة لاعبين).